# Rosa Luxemburg (film)
Pour les articles homonymes, voir Luxembourg.
Pour plus de détails, voir Fiche technique et Distribution.
Rosa Luxemburg (titre original : Die Geduld der Rosa Luxemburg, littéralement « La patience de Rosa Luxemburg ») est un film ouest-allemand réalisé par Margarethe von Trotta, sorti en 1986. Elle réalise ce film envisagé par Rainer Werner Fassbinder, disparu 4 ans plus tôt.

## Synopsis
Le film retrace des étapes essentielles de la biographie de Rosa Luxemburg (1871-1919), notamment à travers une série de flashbacks, de son enfance jusqu'à son assassinat.

## Fiche technique
- Titre : Rosa Luxemburg
- Titre original : Die Geduld der Rosa Luxemburg
- Réalisation : Margarethe von Trotta
- Scénario : Margarethe von Trotta
- Production : Eberhard Junkersdorf et Regina Ziegler
- Musique : Nicolas Economou
- Photographie : Franz Rath
- Montage : Dagmar Hirtz et Galip Iyitanir
- Pays de production :  Allemagne de l'Ouest
- Format : Couleurs - 1,66:1 - Mono
- Genre : Biographie, drame
- Durée : 123 minutes
- Date de sortie : 1986

## Distribution
- Barbara Sukowa (VF : Béatrice Delfe[1]) : Rosa Luxemburg
- Daniel Olbrychski : Leo Jogiches
- Otto Sander : Karl Liebknecht
- Adelheid Arndt : Luise Kautsky
- Jürgen Holtz : Karl Kautsky
- Doris Schade : Clara Zetkin
- Hannes Jaenicke : Kostja Zetkin
- Jan Biczycki : August Bebel
- Karin Baal : Mathilde Jacob
- Winfried Glatzeder : Paul Levi
- Regina Lemnitz : Gertrud
- Barbara Lass : la mère de Rosa

## Distinctions
- Festival de Cannes 1986 : Prix d'interprétation féminine pour Barbara Sukowa
- Deux récompenses du Deutscher Filmpreis (1986).